# Free Software Song
La Free Software Song (Cançó del Programari Lliure en català) és una cançó escrita per Richard Matthew Stallman sobre el programari lliure. La cançó segueix la melodia de la cançó búlgara "Sadi Moma".

## Història

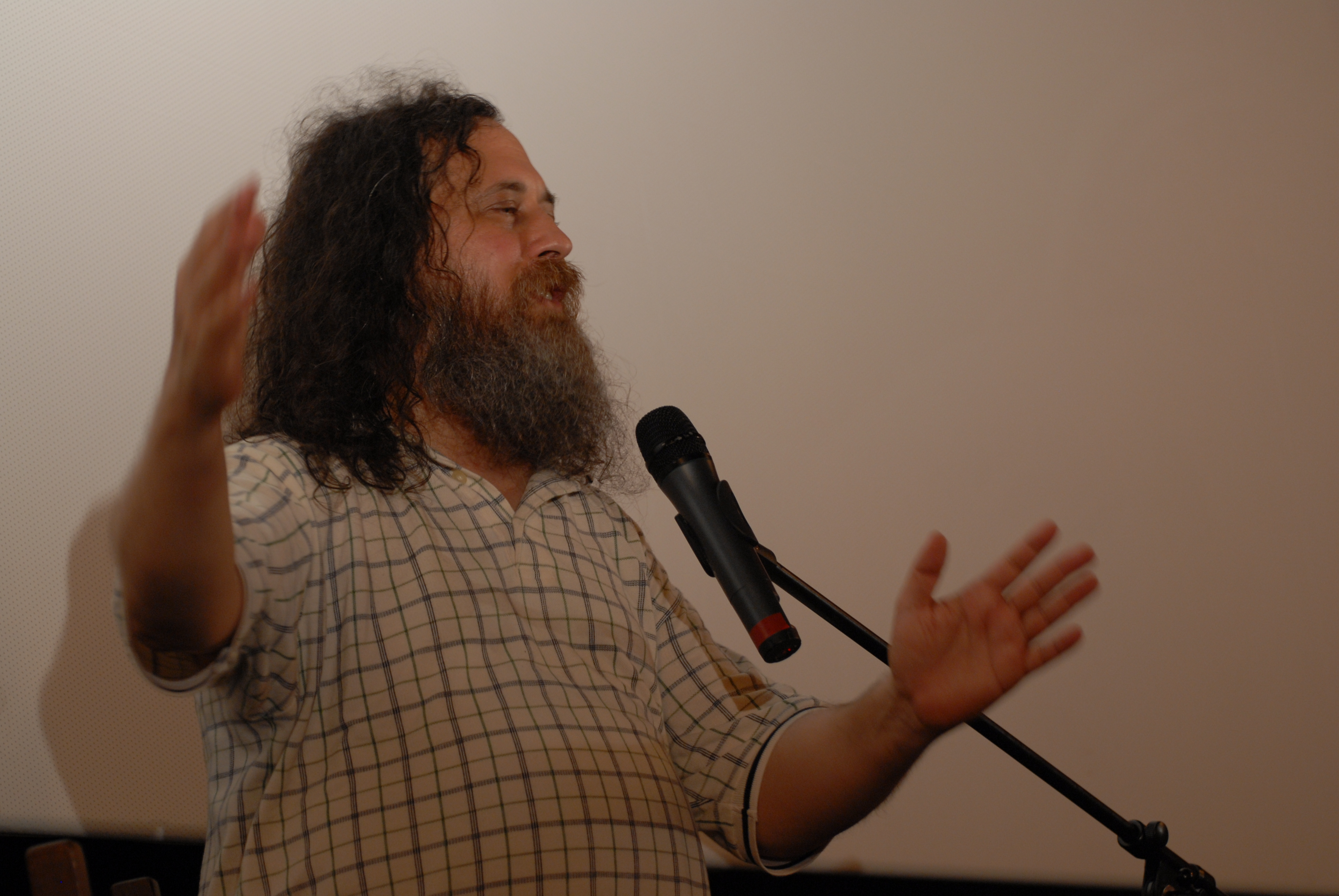
Richard Stallman a Tolosa.

Segons Richard Stallman, la història de la cançó és:
| «                           | Vaig escriure la Cançó del Programari Lliure a una sessió de cant filk? a una convenció de ciència-ficció. Cada persona del passaria un llarg temps abans que tingués un altre torn. Vaig decidir de passar-me el temps escrivint una cançó de flik. Això vol dir de què no començaria amb cap inspiració al cap. Vaig haver de pensar sobre què escriure i com. Doncs em vaig preguntar a mi mateix, sobre quin tema hauria de ser? Mai havia fet una cançó sobre el programari lliure, car ho vaig fer. Llavors em vaig preguntar a mi mateix, quina melodia havia d'utilitzar? Mai havia escrit una cançó amb una música búlgar, car ho vaig fer per primer cop. Vaig triar Sadi Moma perquè no és ni molt ràpida ni molt complicada, i fàcil de cantar. Quan em va tocar el torn de nou, la cançó estava preparada. Després que la cantés, algú de la sala va dir, "Té força bona qualitat. L'hauries d'ensenyar al Richard Stallman." Vaig dir, "Jo sóc el Richard Stallman." Ella va dir, "Ostres, perdó!". | » |
| — Richard Stallman, GNU.org | |   |

## Lletra
| Free Software Song tune                         |
|                                                 |
| Una versió improvisada a piano per Markus Haist |
|                                                 |

| Versió original ====================================== Join us now and share the software; You'll be free, hackers, you'll be free. x2 Hoarders may get piles of money, That is true, hackers, that is true. But they cannot help their neighbors; That's not good, hackers, that's not good. When we have enough free software At our call, hackers, at our call, We'll kick out those dirty licenses Ever more, hackers, ever more. Join us now and share the software; You'll be free, hackers, you'll be free. x2 | Traducció al català ====================================== Veniu a compartir amb nosaltres; Sereu lliures, hackers, sereu lliures. x2 Els avars poden fer molts calers, És ben cert, hackers, és ben cert. Però no pas ajudar els seus companys; Això no és bo, hackers, no és gens bo. Quan tinguem prou programari lliure I ho volguem, hackers, i ho volguem, Ens desfarem d'eixes llicències lletges Per sempre més, hackers, per sempre més. Veniu a compartir amb nosaltres; Sereu lliures, hackers, sereu lliures. x2 |

Font: GNU.org En domini públic.

## Altres versions
Encara que la Free Software Song està basada en la melodia de Sadi Moma, diferents cançons s'han basat en aquesta:
- Jono Bacon ha fet una versió heavy metal de la Free Software Song.[5][6]
- Una cançó principalment diferent[7] cantada per la banda Fenster.[8]
- Una versió rítmica de la Free Software Song creada per Thor Arxivat 2008-05-22 a Wayback Machine..[9]
- Una versió de piano per Markus Haist improvisada.[10]